# Aleksandr Tsjerepnin
Alexander Nikolajevitsj Tsjerepnin (Russisch: Александр Николаевич Черепнин) (Sint-Petersburg, 21 januari 1899 — Parijs, 29 september 1977) was een Russische componist en pianist. Hij is de zoon van Nikolaj Tsjerepnin, eveneens componist, dirigent en muziekpedagoog en van de mezzosopraan Maria Albertovna Benois, nicht van Alexander Benois, en is zelf de vader van Ivan Alexandrovitsj Tsjerepnin.

## Levensloop
Alexander Tsjerepnin studeerde aan het Conservatorium van Sint-Petersburg, het Conservatorium van Tbilisi en aan het Conservatoire national supérieur de musique in Parijs en was een leerling van Nikolaj Tsjerepnin (zijn vader), van Anatoli Ljadov, Paul Vidal, piano bij Isidore Philipp en André Gédalge. In 1921 emigreerde hij naar Frankrijk. Van 1938 tot 1945 doceerde hij aan het Russisch conservatorium in Parijs. In 1948 vertrok hij naar de Verenigde Staten en doceerde aan de DePaul University in Chicago, Illinois, kreeg in 1958 de burgerlijke rechten van de Verenigde Staten en sinds 1964 doceerde hij ook in New York.
Als concertpianist reisde hij later vanuit zijn woonplaats Chicago de wereld rond. In zijn werk is onder meer invloed van Sergej Prokofjev te horen.
Als componist is hij stilistisch verwant aan Prokofjev, maar hij experimenteerde ook met verschillende toonreeksen, waaronder pentatoniek, chromatische tetrachorden en de 9-toons-toonladder waaraan zijn naam verbonden is.  

## Composities

### Werken voor orkest

#### Symfonieën
- 1927 Symfonie Nr. 1 in E-groot, op. 42
- 1947-1951 Symfonie Nr. 2 in Es-groot, op. 77
- 1952 Symfonie Nr. 3 "De Chinese" in Fis-groot, op. 83
  1. Dionys
  2. Atlantide
  3. Vendeur des Papillons
- 1957 Symfonie Nr. 4 in E-groot, op. 91

#### Concerten van instrumenten en orkest
- 1919-1920 Concert Nr. 1 in F-groot, voor piano en orkest, op. 12
- 1923 Concert Nr. 2, voor piano en orkest, op. 26
- 1924 Kamerconcert in D groot, voor fluit, viool en klein orkest, op. 33
- 1931 Triple Concertino, voor viool, cello, piano en strijkorkest, op. 47
- 1931-1932 Concert Nr. 3 in E-groot, voor piano en orkest, op. 48
- 1947 Concert Nr. 4 - Fantasie, voor piano en orkest, op. 78
- 1963 Concert Nr. 5, voor piano en orkest, op. 96
- 1965 Concert Nr. 6, voor piano en orkest, op. 99

#### Andere orkestwerken
- 1921-1925 Drie stukken, voor kamerorkest, op. 37
  1. Ouverture
  2. Mystère
  3. Pour un entrainment de boxe
- 1922 Rhapsodie Géogienne, voor cello en orkest, op. 25
- 1923 Mystere, voor cello en kamerorkest, op. 37 Nr. 2
- 1930 Festmusik (Celebration Music), suite uit de opera "Die Hochzeit der Sobeide", op. 45a
- 1933 Russische dansen, op. 50
- 1941 Suite populaire Russe, voor klein orkest
- 1942 Romantische Ouvertüre, op. 67
- 1944 Enfance de Saint Nino - Evocation, op. 69
- 1945 Les douze (The Twelve), voor spreker en klein orkest, op. 73 - tekst: Aleksandr Blok
- 1946/1958–1959 Suite Georgiana, voor orkest, op. 92
- 1948 Japanese suite uit het ballet "La femme et son ombre", op. 79a
- 1953 Suite voor orkest, op. 87
- 1955-1957 Divertimento, voor orkest, op. 90
- 1959 Symfonisch gebed, voor orkest, op. 98
- 1964 Serenade, voor strijkorkest, op. 97
- 1971 Russische Skizzen, op. 106
- 1973 Musica sacra, voor strijkorkest, op. 36a

### Werken voor harmonieorkest
- 1940 Sonatina, voor pauken en harmonieorkest, op. 58
- 1951 Symphonic March, voor harmonieorkest, op. 80
- 1961 Fanfare, voor koper-ensemble en slagwerk
- 1977 Russische Weisen, op. 106 (voor het Uster Musik Festival, Uster, Zwitserland, in 1977)
- Vijf Bagatellen

### Missen, cantates en gewijde muziek
- 1926-1927 Magna Mater, op. 41
- 1942 Vivre d'amour (Hymn of Love), lyrische cantate voor solisten, gemengd koor en orkest - gebaseerd op woorden van "St. Therese de l’Infant Jesus"
- 1945 Nativity play, cantate voor twee sopranen, tenor, bas, gemengd koor, strijkorkest en slagwerk, op. 74
- 1959 Symfonisch gebed, op. 93
- 1964 Vom Spaß en Ernst (Of Things Light and Earnest), folksong cantate voor contra-alt (of bas) en strijkorkest, op. 98
- 1966 Messe, voor drie vrouwenstemmen, op. 102
- 1967 Six liturgical chants - Sechs liturgische Gesänge, voor gemengd koor, op. 103
  1. Cherubim Song
  2. O My God
  3. Light So Tender
  4. Prayer To The Holy Spirit
  5. Transfiguration
  6. Alleluia
- 1972 Baptism cantata, voor kinderkoor, vocaal-solisten, blokfluiten, fluiten, strijkers, orgel - tekst: Irene Vogel Sulzer

### Muziektheater

#### Opera's
| Voltooid in                | titel                             | aktes                         | première                                                                                     | libretto                                         |
| -------------------------- | --------------------------------- | ----------------------------- | -------------------------------------------------------------------------------------------- | ------------------------------------------------ |
| 1924-1925; 2e versie: 1930 | Ol-Ol, op. 35                     | 3 scènes; 2e versie: 5 scènes | 31 januari 1928, Weimar, Nationaltheater (1e versie); 19 oktober 1933, Ljubljana (2e versie) | van de componist naar Leonid Andrejev            |
| 1929-1930                  | Hochzeit der Sobeide, op. 45      | 3 scènes                      | 17 maart 1933, Wenen, Volksoper Wien                                                         | Hugo von Hoffmannsthal                           |
| 1934-1935                  | Ženit'ba (Het huwelijk)           | 2 scènes                      | 14 november 1937, Essen                                                                      | naar een blijspel van Nikolaj Vasiljevitsj Gogol |
| 1952                       | Der Farmer und die Nymphe, op. 72 | 2 scènes                      | 13 augustus 1952 Aspen, Amfitheater                                                          | Siao Yu                                          |

#### Balletten
| Voltooid in | titel                                                                                                | aktes    | première | libretto                                  | choreografie    |
| ----------- | --- | -------- | -------- | ----------------------------------------- | --------------- |
| 1922        | Training                                                                                             | 1 scène  |          |                                           | Hedy Pfundmayr  |
| 1923        | Ajanta-Fresken - Ajanta's Frescoes, op. 32                                                           |          |          | - naar het verhaal van Buddha             | Ivan Cliustin   |
| 1937        | Der fahrende Schüler mit dem Teufelsbannen - (The Wandering Student Who Exorcised the Devil), op. 54 |          |          | naar Hans Sachs                           |                 |
| 1937        | Trepak, op. 55                                                                                       | 3 scènes |          |                                           | Mikhail Mordkin |
| 1940-1941   | Stenka Razine - Rasins Legende                                                                       |          |          |                                           | A. Eltzov       |
| 1940        | Dionys, ballet mythologique                                                                          |          |          |                                           |                 |
| 1943        | Atlantide                                                                                            |          |          |                                           |                 |
| 1945        | Le Vendeur des Papillons (The Butterfly Salesman),                                                   |          |          |                                           | Boris Knieaseff |
| 1945        | Le déjeuner sur l'herbe - (Picnic on the Grass) - naar muziek van Joseph Lanner                      |          |          |                                           | Roland Petit    |
| 1945        | Chota Rostaveli, (samen met: Arthur Honegger en Tibor Harsányi)                                      | 3 aktes  |          | Serge Lifar                               |                 |
| 1948        | La Femme et son ombre - Die Frau und ihr Schatten, op. 79                                            |          |          | naar het drama van Paul Claudel           | Janine Charrat  |
| 1953        | Le Gouffre - Der Abgrund, op. 87b                                                                    |          |          | Vladimir Dokudovskij naar Leonid Andrejev |                 |
| 1953        | La Colline des Fantômes - (The Hill of Phantoms)                                                     |          |          | naar een verhaal van Tran Van Tung        |                 |

#### Toneelmuziek
- 1950 King Lear, muziek voor het schouwspel van William Shakespeare
- Hannele
- Iwan der Narr
- L'Esprit triomphant
- Salome
- Weihnachtsspiel - (Kerstspel) op. 74

### Werken voor koor
- 1967 Vier Russische volksliederen, voor gemengd koor, op. 104
  1. Hills
  2. Shali-Vali
  3. Complaint
  4. Nonsense Song

### Vocale muziek
- 1918 A contented man, voor bas en piano - tekst: Turgenev
- 1945 Seven Songs on Chinese Poems, op. 71 (Chin, Engl, Russ.)

### Kamermuziek
- 1919 Ode, voor cello en piano
- 1919-1926 Sonate Nr. 3 in Fis-groot, voor cello en piano, op. 30/2
- 1920-1921 Allegretto, voor viool en piano, op. 11, Nr. 5
- 1924 Sonate Nr. 1 in D-groot, voor cello en piano, op. 29
- 1924 Sonate Nr. 2 in G-groot, voor cello en piano, op. 30/1
- 1939 Andante, voor tuba (of trombone) en piano, op. 64
- 1939 Marsch, voor 3 trompetten, op. 62
- 1946 Suite, voor cello solo, op. 76
- 1970 Koperkwintet, op. 105
- 1976 Blazerskwintet, op. 106
- 1977 Duo, voor twee fluiten, op. 108
- Fanfares, voor trompet en piano
- Gebed, voor trombone en piano
- Kwartet, voor vier fluiten, op. 60
- Lieder und Tänze, voor cello en piano, op. 84
- Prelude, voor twee fluiten, naar op. 24 Nr. 3
- Sonate in einem Satz, voor klarinet en piano
- Strijkkwartet "Liebesopfer der hl. Therese", op. 36
- Trio, voor drie fluiten, op. 59

### Werken voor orgel
- Processional and Recessional

### Werken voor piano
- 1912-1918 Bagatelles, (10 stukken), op. 5
- 1912-1920 Episodes (Priskaski) (Fleas)
- 1915-1920 Tien etudes, op. 18
- 1917 Scherzo, voor piano vierhandig, op. 3
- 1917 Old St. Petersburg, wals
- 1918 Sonatine romantique, op. 4
- 1918 Sonate Nr. 1, op. 22
- 1918-1919 Petite suite, op. 6
- 1919 Nocturne Nr. 1, op. 2 Nr. 1
- 1919 Nocturne Nr. 2, op. 8 Nr. 1
- 1919 Danse Nr. 2, op. 8 Nr. 2
- 1919-1920 Acht Preludes, op. 9
- 1920-1924 Feuilles libres, op. 10
- 1920-1921 Arabesques, op. 11
- 1921 Toccata Nr. 1, op. 1
- 1922 Toccata Nr. 2, op. 20
- 1924 Slavic Transcriptions, op. 27
  1. Les Batelier du Volga (The Volga Boatmen)
  2. Chanson pour la Cherie (Song for the Beloved)
  3. Chanson: Granderussienne (The Great Russian People)
  4. Le long du Volga (The Banks of Volga)
  5. Chanson Tchèque (Czech Song)
- 1924 Vier Romances, op. 31
- 1926 Message, op. 39
- 1926 Pour la paix en Orient (For Peace in the Orient)
- 1928 Danse, op. 2 Nr. 2
- 1934-1935 Übungen aus den pentatonischen Tonleitern, voor piano, op. 51
  1. Première Suite (1st Suite)
  2. Deuxième Suite (2nd Suite)
  3. Bagatelles chinoises (Chinese Bagatelles)
- 1934-1936 Concert etude, op. 52
  1. Shadow Play - Schattenspiel
  2. The Lute - Die Laute
  3. Homage to China - Widmung an China
  4. Punch and Judy - Kasperlspiel
  5. Chant - Lobgesang
- 1938 Zeven etudes, op. 56
- 1940 Pour petits et grands - Vol. 1, voor piano vierhandig, op. 65
- 1940 Pour petits et grands - Vol. 2, voor piano vierhandig, op. 65
- 1940 Chant et refrain, voor piano, op. 66
- 1946 Rondo a la Russe, voor piano vierhandig
- 1946 Suite de Ballet, voor twee piano's en slagwerk
- 1949-1953 Songs without words - Lieder ohne Worte, op. 82
  1. Elegy
  2. Rondel
  3. Enigma
  4. The Juggler
  5. Hymn to Our Lady
- 1951 Expressions, op. 81
- 1951 Sonata Nr. 2
- 1952 Rondo, voor twee piano's, op. 87a
- 1952-1953 Twaalf Preludes, op. 85
- 1961 Sonate Nr. 2, op. 94
- Histoire de la petite Therèse de l'enfant Jesus (The Story of Little Therese of Infant Jesus)
- Vijf concert-etudes, voor piano, op. 52

### Werken voor klavecimbel
- 1918-1922 Haltes - 10 liederen voor klavecimbel, op. 17
- 1921 Zes melodieën, op. 15
- 1921-1922 Acht melodieën, op. 16
- 1927 Vocalises
- 1943 Twee melodieën, op. 68
- 1945 Zeven liederen over Chinese gedichten, op. 71
- 1946 Twee liederen
- 1962 Zeven Chinese volksliederen, op. 95
- Suite, op. 100

### Werken voor harp
- Vier Caprices diatoniques, voor harp

### Werken voor mondharmonica
- 1953 Concert, voor mondharmonica, op. 86